# バーンバウム＝オルリッチ空間
数学の解析学、特に実解析や調和解析の分野において、バーンバウム＝オルリッチ空間（バーンバウム＝オルリッチくうかん、英: Birnbaum–Orlicz space）は、Lp 空間を一般化する函数の空間である。Lp 空間と同様に、この空間はバナッハ空間である。1931年にこの空間を定義したヴワディスワフ・オルリッチとジグムント・ウィリアム・バーンバウムの名にちなむ。
Lp 空間の他にも、解析学において自然に現れる多くの函数空間はバーンバウム＝オルリッチ空間である。そのような空間の一つとして、ハーディ＝リトルウッドの極大函数の研究に現れる空間 L log+ L がある。この空間は、次の積分が有限となるような可測函数 f からなる。
{\displaystyle \int _{\mathbb {R} ^{n}}|f(x)|\log ^{+}|f(x)|\,dx<\infty .}
ここで log+ は対数の正の部分 log+t = max(log t, 0) である。その他にも、多くの重要なソボレフ空間もバーンバウム＝オルリッチ空間に含まれる。

## 正式な定義
μ は集合 X 上の σ-有限測度とし、Φ : [0, ∞) → [0, ∞) はヤング函数、すなわち次を満たす凸函数とする：
{\displaystyle {\frac {\Phi (x)}{x}}\to \infty ,\quad \mathrm {as\ \ } x\to \infty ,}
{\displaystyle {\frac {\Phi (x)}{x}}\to 0,\quad \mathrm {as\ \ } x\to 0.}
{\displaystyle L_{\Phi }^{\dagger }} を、積分
{\displaystyle \int _{X}\Phi (|f|)\,d\mu }
が有限であるような可測函数 f : X → R の集合とする。ここで、通常どおり、ほとんど至る所で一致する函数は同一のものと見なされる。
この空間はベクトル空間でない可能性もある（スカラー倍について閉じないことがありうる）。{\displaystyle L_{\Phi }^{\dagger }} によって張られる函数のベクトル空間がバーンバウム＝オルリッチ空間であり、{\displaystyle L_{\Phi }} と表記される。
{\displaystyle L_{\Phi }} 上のノルムを定義するために、Ψ を Φ のヤング補函数（Young complement）とする。すなわち
{\displaystyle \Psi (x)=\int _{0}^{x}(\Phi ')^{-1}(t)\,dt}
を満たすものとする。ここで次のヤングの不等式が成立することに注意されたい：
{\displaystyle ab\leq \Phi (a)+\Psi (b).}
このときノルムは次で与えられる。
{\displaystyle \|f\|_{\Phi }=\sup \left\{\|fg\|_{1}\mid \int \Psi \circ |g|\,d\mu \leq 1\right\}.}
空間 {\displaystyle L_{\Phi }} はこのノルムが有限であるような可測函数の空間となる。
LΦ 上の同値なノルムとして、次のものがある(Rao & Ren 1991, §3.3)。
{\displaystyle \|f\|'_{\Phi }=\inf \left\{k\in (0,\infty )\mid \int _{X}\Phi (|f|/k)\,d\mu \leq 1\right\}.}
LΦ(μ) はこのノルムが有限であるような可測函数の空間となる。

### 例
ここでは {\displaystyle L_{\Phi }^{\dagger }} がベクトル空間ではなく、厳密に {\displaystyle L_{\Phi }} よりも小さい例を紹介する。X を単位開区間 (0, 1) とし、Φ(x) = exp(x) − 1 − x および f(x) = log(x) を定める。このとき af は空間 {\displaystyle L_{\Phi }} に含まれるが、|a| < 1 ならば {\displaystyle L_{\Phi }^{\dagger }} にのみ含まれる。

## 性質
- オルリッチ空間は次の意味で Lp 空間（{\displaystyle 1<p<\infty }）の一般化である：{\displaystyle \varphi (t)=|t|^{p}} ならば {\displaystyle \|u\|_{L^{\varphi }(X)}=\|u\|_{L^{p}(X)}} となる。すなわち、{\displaystyle L^{\varphi }(X)=L^{p}(X)} である。
- オルリッチ空間 {\displaystyle L^{\varphi }(X)} はバナッハ空間、すなわち完備ノルム空間である。

## ソボレフ空間との関係
ある種のソボレフ空間はオルリッチ空間に埋め込まれる。すなわち、リプシッツ領域 {\displaystyle \partial X} を持つ有界開集合 {\displaystyle X\subseteq \mathbb {R} ^{n}} に対して、
{\displaystyle \varphi (t):=\exp \left(|t|^{p/(p-1)}\right)-1}
ならば
{\displaystyle W_{0}^{1,p}(X)\subseteq L^{\varphi }(X)}
が成り立つ。これは次のトゥルディンガー不等式の解析的な内容である：リプシッツ境界 {\displaystyle \partial X} を持つ開かつ有界な集合 {\displaystyle X\subseteq \mathbb {R} ^{n}} に対して、空間 {\displaystyle W_{0}^{k,p}(X)}, {\displaystyle kp=n} を考える。このとき、次を満たす定数 {\displaystyle C_{1},C_{2}>0} が存在する。
{\displaystyle \int _{X}\exp \left(\left({\frac {|u(x)|}{C_{1}\|\mathrm {D} ^{k}u\|_{L^{p}(X)}}}\right)^{p/(p-1)}\right)\,\mathrm {d} x\leq C_{2}|X|.}

## 確率変数のオルリッチノルム
同様に、確率変数のオルリッチノルムは空間を次のように特徴づける：
{\displaystyle \|X\|_{\Psi }\triangleq \inf \left\{k\in (0,\infty )\mid E[\Psi (|X|/k)]\leq 1\right\}.}
このノルムは同次であり、この集合が空でない場合のみ定義される。
{\displaystyle \Psi (x)=x^{p}} のとき、このノルムは確率変数の p 次モーメントと一致する。指数函数の族におけるその他の特別な場合は、函数 {\displaystyle \Psi _{q}(x)=\exp(x^{q})-1}（{\displaystyle q\geq 1}）に対して考えられる。{\displaystyle \Psi _{2}} ノルムが有限であるような確率変数は劣ガウスと呼ばれ、{\displaystyle \Psi _{1}} ノルムが有限であるような確率変数は劣指数的（sub-exponential）と呼ばれる。実際、{\displaystyle \Psi _{p}} ノルムの有界性は次の確率密度函数の極限における挙動を特徴づける：
{\displaystyle \|X\|_{\Psi _{p}}=c\rightarrow \lim _{x\rightarrow \infty }f_{X}(x)\exp(|x/c|^{p})=0.}
したがってこの確率密度函数の末尾は漸近的に似たものであり、{\displaystyle \exp(-|x/c|^{p})} によって上に有界となる。
{\displaystyle \Psi _{1}} ノルムは狭義単調積率母函数によって容易に計算できる。例えば、自由度 K のカイ自乗確率変数 X の積率母函数は {\displaystyle M_{X}(t)=(1-2t)^{-K/2}} であり、したがって {\displaystyle \Psi _{1}} ノルムの逆は積率母函数の函数的逆と関連する。すなわち
{\displaystyle \|X\|_{\Psi _{1}}^{-1}=M_{X}^{-1}(2)=(1-4^{-1/K})/2}
が成立する。